# Ring (Film)
Ring (Originaltitel: The Ring) ist ein Horrorfilm aus dem Jahr 2002 von Gore Verbinski mit Naomi Watts in der Hauptrolle. Es handelt sich um eine Neuverfilmung des japanischen Horrorfilms Ring – Das Original von 1998. Die Buchvorlage The Ring stammt von Kōji Suzuki.

## Handlung
Die junge Journalistin Rachel Keller stößt auf ein rätselhaftes Geheimnis, nachdem ihre 16-jährige Nichte Katie auf unerklärliche Weise durch einen plötzlichen Herzstillstand zu Tode gekommen ist. Auf ihrem Begräbnis erzählen ihr Mitschüler von einem Videoband, das angeblich jeden seiner Betrachter nach sieben Tagen tötet. Niemand glaubt recht daran, doch Katie hat genau eine Woche vor ihrem Tod mit drei Freunden einen Wochenendurlaub im rustikalen Feriendorf Shelter Mountain Inn gemacht. Nicht nur sie, auch ihre Freunde sind zum selben Zeitpunkt unter rätselhaften Umständen umgekommen.
Rachel sucht das Feriendorf auf, wo ihr in der Videosammlung, die an der Rezeption bereitsteht, eine unbeschriftete und hüllenlose VHS-Videokassette auffällt. Sie beschließt, in Hütte Nr. 12 zu übernachten, in der auch Katie und ihre Freunde gewohnt haben. Dort sieht sie sich das Video an. Es besteht aus willkürlichen sowie teilweise surrealen und albtraumhaften Szenen, die keinerlei Zusammenhang zu haben scheinen, zuletzt sieht man einen leuchtenden Ring. Unmittelbar danach klingelt das Telefon der Hütte, eine weibliche Stimme sagt: „Sieben Tage!“
Um Näheres über das Video herauszufinden, zeigt Rachel es zunächst ihrem Ex-Freund Noah, der Fotograf und Filmexperte und außerdem der Vater ihres Sohnes Aidan ist. Noah legt ihr nahe, eine Kopie des Videos zu machen, um es sich anschließend genauer anzusehen. Dabei entdeckt er, dass weder das Originalband noch die Kopie des Videos einen relevanten Timecode aufweisen und damit gar nicht abspielbar sein sollten. Rachel sucht Becca auf, Katies beste Freundin, die in der Todesnacht bei ihr war und sich seither unter Aufsicht in der Psychiatrie befindet. Sie antwortet nicht auf Rachels Fragen, weiß aber, dass Rachel nur noch vier Tage zu leben hat. Zusätzlich haben Rachel und Noah entdeckt, dass das Gesicht jedes Menschen, der das Video gesehen hat, auf Fotos geisterhaft verzerrt und unscharf aussieht.
Rachel begibt sich in ein Videolabor, um die Kopie des Bandes genauer zu analysieren, und stößt auf ein verstecktes Bild, das einen Leuchtturm auf einer hoch aufragenden Insel zeigt. Sie findet heraus, dass es sich um Moesko Island handelt, und entdeckt zudem in archivierten Zeitungsberichten ein Foto der dort lebenden Anna Morgan, die ebenfalls auf dem Video zu sehen ist. Nach den Berichten war Anna leidenschaftliche Pferdezüchterin, doch gab es in ihrem Leben eine Wende und sie nahm sich 24 Jahre zuvor das Leben, nachdem ihre Pferde sich in einem Wahnsinnsanfall im Meer ertränkt hatten. Außerdem ist in einem Bericht von einer Tochter die Rede.
Als Rachel Aidan dabei überrascht, wie er sich aus Langeweile das Video anschaut, gerät sie in Panik. Ohnehin scheint er eine merkwürdige Verbindung zu der Geschichte zu haben: Er hatte Katies Tod schon einige Tage zuvor gezeichnet, weitere Zeichnungen helfen Rachel bei ihren Recherchen. Auf ihre Frage erklärt er, „das kleine Mädchen“ habe ihn die Zeichnungen machen lassen.
Rachel reist nach Moesko Island. Auf der Fähre gerät ein Pferd in einem Pferdeanhänger bei ihrem Anblick so in Panik, dass es ausbricht, über die Reling ins Meer springt und getötet wird. Sie findet das Gut von Annas verwitwetem Mann Richard Morgan, das sie aus dem Video und Aidans Zeichnungen schon kennt. Er verhält sich sehr zugeknöpft, und als sie ihn auf das Thema anspricht, verweist er sie des Hauses. Rachel sucht daraufhin die örtliche Ärztin auf, von der sie erfährt, dass Anna sich sehnlichst ein Kind gewünscht hat, jedoch keine eigenen haben konnte, so dass schließlich ein kleines Mädchen namens Samara adoptiert wurde. Kurz darauf bekam Anna grauenvolle Visionen und Albträume und wurde in eine Nervenklinik eingewiesen. Rachel gelangt zu der Überzeugung, dass Samara untot ist und der Fluch nur gebrochen werden kann, wenn Samara ihren Frieden findet.
Rachel sucht am folgenden Abend erneut Richard Morgan auf, der allerdings nicht anzutreffen ist, obwohl die Haustür offen steht. Sie entdeckt ein Videoband, auf dem Therapie-Sitzungen mit Samara zu sehen sind, aus denen für Rachel hervorgeht, dass Samara sich von ihrer Mutter geliebt, von ihrem Vater jedoch gehasst fühlte. Als Richard Morgan auftaucht, verliert er die Fassung und nimmt sich im Badezimmer mit Stromschlägen das Leben. In diesem Moment trifft Noah ein, der Rachel nachgereist ist. Auf einen versteckten Hinweis von Aidan hin gehen sie in den Stall und finden dort ein nur per Leiter erreichbares Kinderzimmer im Dach, in das Samara von Richard Morgan nach Annas Einweisung gesperrt worden war. Hinter der Tapete ist das Muster eines Baumes eingebrannt, was sie zurück zum Fundort des Videos führt – Hütte 12 im Shelter Mountain Inn, aus deren Fenster der Baum zu sehen ist.
Unter dem Fußboden der Hütte entdecken Noah und Rachel einen alten steinernen Brunnen. Rachel wird auf rätselhafte Weise hineingestoßen und findet am Grund Samaras Leiche. Eine Rückblende zeigt, wie Samara von Anna erst erstickt und dann in den Brunnen geworfen wurde. Allerdings lebte Samara noch sieben Tage lang. Der leuchtende „Ring“ am Schluss des Videos ist der Blick vom Boden des Brunnens hinauf zur verschlossenen Öffnung. Damit haben sie alle scheinbar sinnlosen Bilder des Videos verstanden, es ist eine Zusammenfassung von Annas und Samaras schrecklicher Geschichte. Da Rachel trotz Ablauf ihrer Frist noch lebt, scheint der Fluch durch die Bergung der Leiche gebannt zu sein. Doch Aidan zeigt sich darüber entsetzt: Man hätte dem Mädchen keinesfalls helfen dürfen, sie schlafe nie.
Tatsächlich wird Noah am nächsten Tag von der untoten Samara heimgesucht und getötet. Erst dabei sieht der Zuschauer, was die Verstorbenen (und Becca) so entsetzt hat: Ein TV-Gerät schaltet sich von selbst ein, im Bild steigt die tote Samara aus dem Brunnen und kommt dann aus dem Bildschirm leibhaftig und überlebensgroß ins Zimmer, wobei Wasser aus dem TV-Gerät strömt. Als Rachel grübelt, warum zwar Noah getötet wurde, sie aber nicht, fällt ihr ihre Kopie des Videobandes auf, die sie für Noah angefertigt hat. Sie reimt sich zusammen, dass es Samara vor allem darum geht, gehört zu werden, so dass jede Weiterverbreitung des Videos den Fluch aufhebt. Also lässt sie Aidan eine weitere Kopie anfertigen, in der Hoffnung, auch ihm damit den nahen Tod zu ersparen.

## Hintergrund
- Das Original „Ringu“ war der bisher international erfolgreichste japanische Horrorfilm. Im Gegensatz zu den meisten US-Horrorfilmen setzt der Film nicht auf kurzfristige Schockeffekte, sondern zumeist auf eine subtile Art der Schreckensverbreitung und eine bedrohliche Atmosphäre.
- Die DVD enthält ein Easter Egg. Wenn man dieses aktiviert, sieht man unmittelbar das unheimliche Videoband aus dem Film. Dadurch wird der Betrachter, der den Film kennt, selbst in die Lage der Protagonisten versetzt. Insofern läuft der Film auch in der Realität noch einmal an.

## Deutsche Synchronfassung
Die deutsche Synchronbearbeitung entstand bei der Iyuno Germany in Berlin. Marianne Groß schrieb das Dialogbuch und führte Dialogregie.
| Darsteller       | Deutscher Sprecher | Rolle                  |
| ---------------- | ------------------ | ---------------------- |
| Naomi Watts      | Irina von Bentheim | Rachel Keller          |
| Martin Henderson | Norman Matt        | Noah Clay              |
| David Dorfman    | Ricardo Richter    | Aidan Keller           |
| Jane Alexander   | Christel Merian    | Dr. Grasnik            |
| Brian Cox        | Roland Hemmo       | Richard Morgan         |
| Daveigh Chase    | Anne Helm          | Samara Morgan          |
| Shannon Cochran  | Marianne Groß      | Anna Morgan            |
| Pauley Perrette  | Bianca Krahl       | Beth                   |
| Rachael Bella    | Maria Koschny      | Rebecca „Becca“ Kotler |
| Lindsay Frost    | Marina Krogull     | Ruth Embry             |
| Amber Tamblyn    | Marie Bierstedt    | Katie Embry            |

## Kritiken
„Spannende Mischung aus Geistergeschichte und Multimedia-Horror, die sich nach der intensiven Exposition allerdings in der komplexen Handlung verliert und nicht an die verstörende Wirkung des japanischen Originals heranreicht.“

„Auch wurde in der Neuverfilmung einiger „modischer Schnickschnack“ eingebaut, zum Beispiel so ein nerviger parapsychologischer Balg, wie sie seit 6th Sense leider sehr beliebt sind. In der japanischen Version kommt der Gott sei Dank so nicht vor. […] Die Neuverfilmung ist so amerikanisiert und angepasst, dass sich der Kultcharakter des Originals nicht mehr nachvollziehen lässt – dieser Verlust an „Charme“ ist deutlich spürbar. Dennoch ist „The Ring“ kein schlechter Film, und zum gediegenen Gruseln taugt er allemal.“

„Ist die japanische Version atmosphärisch dicht und schafft Spannung durch gespannte Ruhe – trumpft die Hollywoodversion mit plakativen Effekten auf. Effekte, die teilweise nichts mit der Handlung zu tun haben und offensichtlich nur eingesetzt wurden, um beim Zuschauer Spannung zu erzeugen. […] Ring zeigt einmal mehr, dass Hollywoodproduktionen mit Staraufgebot nicht per se für spannende Handlung garantieren. Oft sind kleinere Produktionen, die mangels Budget die Kraft aus sich selber schöpfen müssen, wirkungsvoller und sehenswerter.“

„Ein visuell und inszenatorisch herausragender Spannungsgrusler, dessen Auflösung allerdings enttäuscht und einige Fragen offen lässt. Dennoch allein schon wegen des Videobandes sehenswert.“

“I found The Ring moderately absorbing, largely for its elegantly colorful look and sound, […] The pacing remains frantically kinetic, with the camera huffing and puffing to keep up with terrified humans fleeing from or rushing toward the frightening unknown […] and the film is left free to plunge into chaos.”

„Ich fand „Ring“ mittelmäßig fesselnd, hauptsächlich wegen der eleganten bunten Optik und des Tons […] das Tempo ist durchweg rasend kinetisch, mit einer Kamera, die rüttelt und schüttelt, um mit den verängstigten Menschen Schritt zu halten, die vor etwas schrecklichem Unbekannten weg- oder darauf zurennen […] bis der Film den Halt verliert und ins Chaos stürzt.“

Die Deutsche Film- und Medienbewertung FBW in Wiesbaden verlieh dem Film das Prädikat „besonders wertvoll“.

## Veröffentlichung
Am 20. März 2012 erschien erstmals in den USA die Blu-ray Disc in blauem und schwarzem Seidenpapier in Best-Buy-Geschäften.

## Parodien
Die berühmteste Parodie ist die 2003 erschienene amerikanische Horror-Komödie Scary Movie 3. Im gleichen Jahr erschien in der japanischen Sendung Vocabula Tengoku eine Parodie auf The Ring namens Dubbing, in der Anna Morgan nackt vor dem Spiegel steht – zur Freude von Aidan und zum Entsetzen von Rachel. Außerdem gab es Erwähnungen und Anspielungen in verschiedenen Serien. In der Halloween-Folge Treehouse of Horror XXXII: A Nightmare on Elm Tree der Zeichentrickserie Die Simpsons (Staffel 33, Episode 709) parodiert die Kurzgeschichte Dead Ringer (dt.: Bei Anruf Tod) den Horrorfilm Ring. In dieser Episode von 2021 spielt die Figur Lisa Simpson auf ihrem Saxophon das selbstgeschriebene Stück „Brunnenboden-Blues“, das sie dem mysteriösen Mädchen aus dem Brunnen widmet. Auch in Videospielen wie zum Beispiel Silent Hill 4: The Room  oder F.E.A.R. gibt es Charaktere, die sehr stark an Samara/Sadako erinnern. Auch wurde der Film bei The Annoying Orange in den Episoden The Cursed Onion Ring Tape und The Onion Ring parodiert.

## Fortsetzungen
Am 10. November 2004 kam The Ring 2 in die amerikanischen Kinos, am 31. März 2005 startete der Film auch in Deutschland. Der zweite Teil orientiert sich teilweise an der Handlung des Originals (Ringu 2), weist jedoch auch Elemente des japanischen Films Dark Water auf, der ebenfalls einer Buchvorlage von Kōji Suzuki entstammt. Außerdem folgte ein Kurzfilm namens Rings, der die Handlung der beiden Filme verknüpft. Dieser ist auf der Collectors Edition-DVD von Ring und auf der DVD von The Ring 2 zu finden.
Im Februar 2017 lief ein dritter Spielfilm der Reihe mit dem Titel Rings in den Kinos an.